# Феррарес, Бриан
Бриан Феррарес Фернандес (исп. Brian Ferrares Fernández; родился 1 марта 2000 года, Монтевидео) — уругвайский футболист, защитник.

## Биография
Феррарес — воспитанник клуба «Данубио». 7 апреля 2018 года в матче против «Серро» он дебютировал в уругвайской Примере.
В 2017 года Феррарес в составе юношеской сборной Уругвая принял участие в юношеском чемпионат Южной Америки в Чили. На турнире он сыграл в матчах против команд Чили и Колумбии.